# Wisch (Holstein)
Wisch é um município da Alemanha, localizado no distrito de Plön, estado de Schleswig-Holstein.